# Комарихинский сельсовет
Комарихинский сельсовет — муниципальное образование со статусом сельского поселения и административно-территориальное образование в Шипуновском районе Алтайского края России. Административный центр — село Комариха.

## История
Статус и границы сельского поселения установлены Законом Алтайского края от 2 декабря 2003 года № 64-ЗС «Об установлении границ муниципальных образований и наделении их статусом сельского, городского поселения, городского округа, муниципального района».

## Население
| 1997  | 1998  | 1999  | 2000  | 2001  | 2002  | 2003  | 2004  | 2005  | 2006  | 2007  | 2008  |
| ----- | ----- | ----- | ----- | ----- | ----- | ----- | ----- | ----- | ----- | ----- | ----- |
| 1345  | ↘1318 | ↘1282 | ↘1269 | ↘1221 | ↗1230 | ↘1201 | ↗1207 | ↘1164 | ↘1102 | ↗1110 | ↗1133 |
| 2009  | 2010  | 2011  | 2012  | 2013  | 2014  | 2015  | 2016  | 2017  | 2018  | 2019  | 2020  |
| ↘1110 | ↘1081 | ↘1078 | ↘1075 | ↘1067 | ↘1034 | ↘1009 | ↘1002 | ↘1001 | ↘979  | ↘963  | ↘940  |
| 2021  |       |       |       |       |       |       |       |       |       |       |       |
| ↘915  |       |       |       |       |       |       |       |       |       |       |       |

По результатам Всероссийской переписи населения 2010 года, численность населения муниципального образования составила 1081 человек, в том числе 539 мужчин и 542 женщины

## Населённые пункты
В состав сельского поселения входит один населённый пункт — село Комариха.